# Weilerbach
Pour l’article homonyme, voir Weilerbach (Luxembourg).
Weilerbach est une municipalité et chef-lieu de la Verbandsgemeinde Weilerbach, dans l'arrondissement de Kaiserslautern, en Rhénanie-Palatinat, dans l'ouest de l'Allemagne.

## Jumelages
- Royaume-Uni Kingsbridge, Devon, Angleterre, Royaume-Uni
- France Isigny-sur-Mer, Calvados, Normandie, France

## Références

Localisation de Weilerbach dans la Verbandsgemeinde et dans l'arrondissement.

## Politique
|      | SPD | CDU | FWG | Total     |
| 2009 | 8   | 7   | 5   | 20 sièges |
| 2004 | 6   | 11  | 3   | 20 sièges |